# Буру
Бу́ру (индон. Pulau Buru — остров Буру) — остров в Малайском архипелаге, в группе Молу́ккских островов, в составе Индонезии. Омывается морями Тихого океана — Сера́м с севера и Ба́нда с юга и запада. С востока отделён проливом Мани́па от островов Серам и Амбон. Площадь — 9505 км², население (по состоянию на май 2012 года) — 206 840 человек.
Этноконфессиональный состав населения весьма разнообразен. Приблизительно равные его доли составляют представители коренных народностей, переселенцы с Явы и выходцы с других островов Индонезии. Также примерно одинаковое количество островитян исповедуют ислам и христианство, при этом во многих районах сильны пережитки традиционных местных верований.
В административном плане территория острова относится к провинции Малу́ку, подразделяясь при этом на два округа (кабупа́тена) — Буру и Южный Буру. Выделение последнего из округа Буру состоялось в 2008 году, однако по состоянию на начало 2011 года формирование его административных структур не завершено. Административные центры округов — соответственно, Намле́а и Намро́ле — наиболее крупные населённые пункты острова.
Отличается богатой, во многом уникальной природой — многие местные биологические виды являются эндемиками. Часть территории отведена под заповедники и заказники.
С середины 1960-х по конец 1970-х годов остров служил одним из основных мест размещения лагерей для политзаключённых — противников правительства Суха́рто. В числе узников Буру был крупнейший индонезийский прозаик Праму́дья Ана́нта Тур, сочинивший в период заключения значительную часть своих произведений.

## Физико-географическая характеристика

### Географическое положение

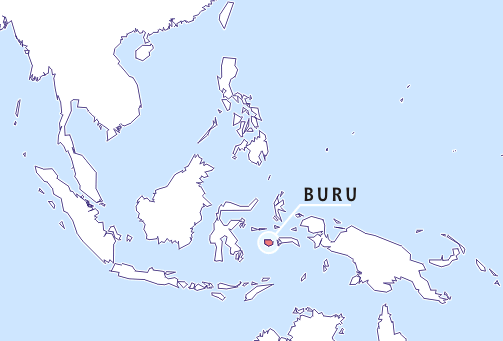
Географическое положение

Омывается морями Тихого океана — Серам (индон. Laut Seram) с севера и Банда (индон. Laut Banda) с юга и запада. С востока отделён проливом Манипа (индон. Selat Manipa) от Серама (индон. Pulau Seram), Амбона (индон. Pulau Ambon) и нескольких менее крупных островов Молуккского архипелага. Занимая площадь 9505 км², Буру является третьим по размеру среди Молукк (индон. Kepulauan Maluku) после Хальмахера (индон. Pulau Halmahera) и Серама.
Имеет достаточно ровную, близкую к овальной форму, вытянут почти строго с запада на восток. Максимальная протяжённость с запада на восток — около 130 км, с севера на юг — около 90 км. Береговая линия изрезана незначительно, единственный залив, основательно вдающийся в сушу, — Каели — находится в северо-восточной части острова.

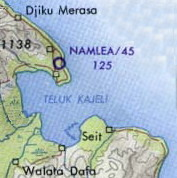
Залив Каели расположен в северо-восточной части Буру

У побережья Буру расположено несколько более мелких островов. Постоянно обитаемыми являются Амбелау (индон. Pulau Ambelau, самый большой из близлежащих островов, площадью 306 км², находится примерно в 20 км к юго-востоку от Буру) и Тенгах (индон. Pulau Tengah). Крупнейшие из необитаемых — Фоги (индон. Pulau Fogi), Оки (индон. Pulau Oki) и Томаху (индон. Pulau Tomahu).

### Рельеф, геологическое строение, полезные ископаемые
Рельеф в основном гористый — особенно в центральной и западной частях. Максимальная высота над уровнем моря — 2736 м — гора Капаламадан, индон. Kapalamadan (варианты названия: «Кепала Мадан», индон. Kepala Madan; «Капалат Мада», индон. Kepalat Mada; «Гхеган», индон. Ghegan). Равнинными являются достаточно узкие прибрежные участки, а также берега реки Апо (образуют одноимённую долину), впадающей в залив Каели.
Геологическая структура острова представляет собой сочетание осадочных и метаморфических горных пород. В целом преобладают первые, основная часть которых относится к кайнозойской эпохе, в частности к неогену. В то же время, в северной части острова основными являются метафорические породы, прежде всего, сланцы и песчаники с преобладанием полевых шпатов.
В различных частях острова имеются различные типы почв: псевдофибровые подзолистые, аллювиальные, кислые сульфатные, значительна доля смешанных типов.
Буру относится к сейсмически активной зоне, на территории острова и окружающем его шельфе периодически происходят подземные толчки. Последнее (на апрель 2013 года) серьёзное землетрясение — магнитудой 6,4 по шкале Рихтера — произошло у восточного побережья острова 14 марта 2006 года. В результате толчков и последовавшего за ними цунами пострадало 6 населённых пунктов. Наиболее серьёзные разрушения произошли в деревне Па́ле (индон. Pale) на восточной оконечности острова, где погибло три человека и было разрушено не менее 166 домов.
Буру не является значимым источником полезных ископаемых, промышленное значение имеет только добыча известняка. Однако к 2009 году на его шельфе были разведаны значительные запасы нефти и природного газа.

### Водные ресурсы
Крупнейшие реки острова — Апо (индон. Apo, диалектный вариант названия — Апу, индон. Apu, длина около 80 км), Герен (индон. Geren), Нибе (индон. Nibe). Их дебит подвержен значительным сезонным колебаниям, достигает наивысших показателей в периоды выпадения максимальных осадков. Следует иметь в виду, что в индонезийской и западной картографии в названия рек Буру часто включается транслитерация местного слова «река» — «вае» (индон. wae), в результате чего Апо фигурирует как «Ваеапо» (индон. Waeapo), Герен — как «Ваегерен» (индон. Waegeren) и т. д.
В центре острова на высоте 767 м над уровнем моря находится пресноводное озеро Рана (индон. Danau Rana) площадью около 11,5 км² — крупнейшее озеро провинции Малуку.

### Климат
Климат экваториально-муссонный, влажный, в целом типичный для Молуккских островов. Дождливый сезон — с октября по апрель, наибольшее количество осадков выпадает, как правило, в декабре — феврале.
Несмотря на относительно небольшие размеры острова, горный рельеф обусловливает наличие нескольких климатических зон. Сезонные температурные колебания повсеместно незначительны — при том, что в горных районах значительно прохладнее, чем в равнинных, — общий среднегодовой показатель около 26 °C. В то же время средние показатели количества осадков в разных частях острова достаточно различны:
- Северные районы — 1400—1800 мм в год;
- Центральные районы — 1800—2000 мм в год;
- Южные районы — 2000—2500 мм в год;
- Горные районы (высота более 500 метров над уровнем моря) — 3000—4000 мм в год.

### Живая природа

#### Фауна

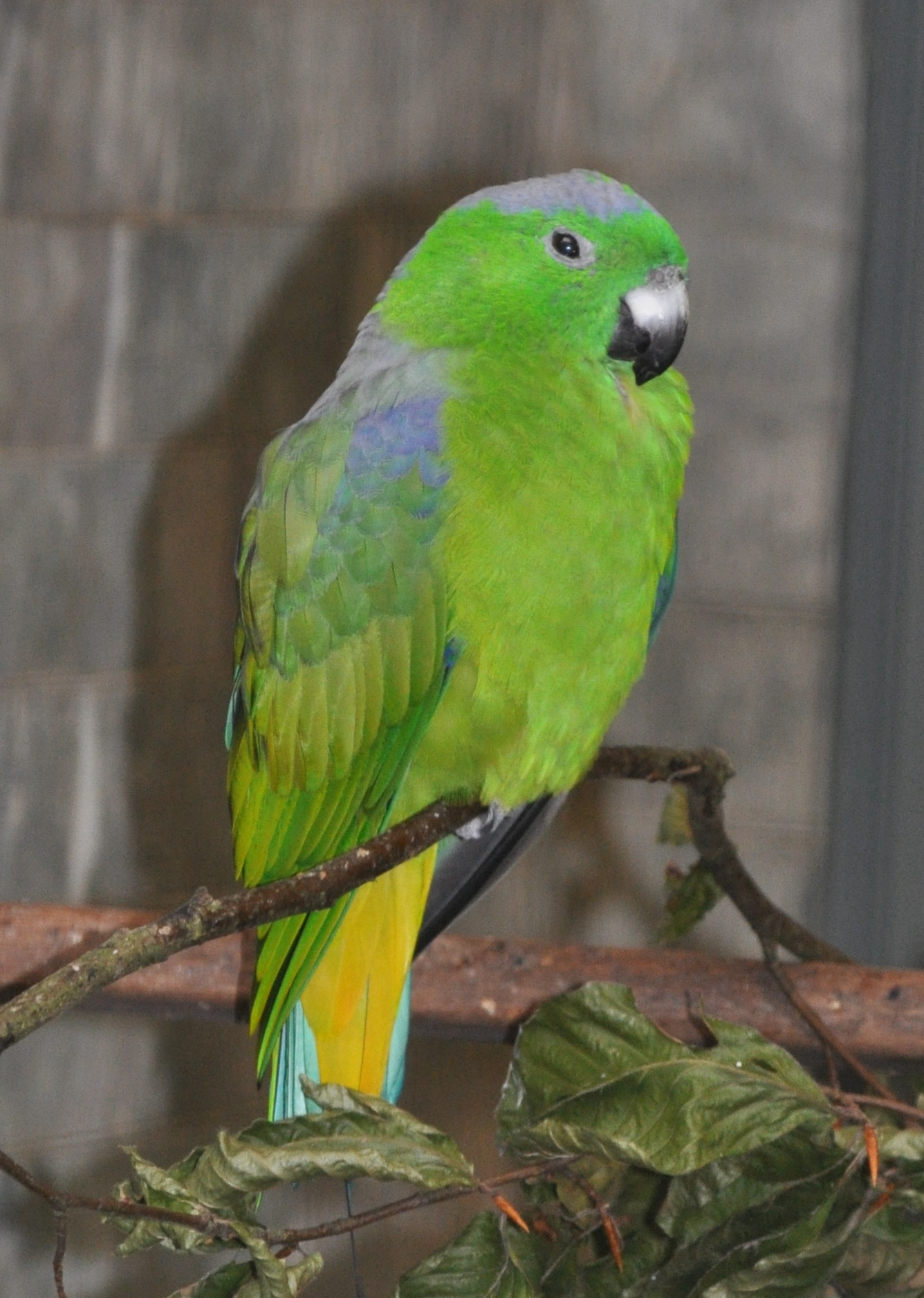
Буруйский ракетохвостый попугай — эндемик острова

Флора и фауна Буру, находящегося на стыке биогеографических зон Австралии и Азии, во многом уникальны и являются предметом активных международных исследований. Особой спецификой отличается экосистема местных тропических лесов — среди встречающихся здесь пород деревьев, видов животных и птиц многие являются эндемиками.
Так, из 25 видов обитающих здесь млекопитающих по меньшей мере 4 относятся к абсолютным эндемиками либо же встречаются, помимо Буру, только на ближайших островах: местный подвид бабируссы (лат. Babyrousa babyrussa) и три вида крыланов (лат. Pteropus chrysoproctus, Pteropus ocularis, Nyctimene minutus).
Из 178 зарегистрированных видов птиц абсолютными эндемиками являются 10: бурийский ракеточник (лат. Prioniturus mada), большеклювый чернолобый попугай (лат. Tanygnathus gramineus), синелобый украшенный лори (лат. Charmosyna toxopei), буруанская лихимера (лат. Lichmera deningeri), островной сорокопутовый личинкоед (лат. Coracina fortis) полосатогрудая джунглевая мухоловка (лат. Rhinomyias addita), рыжегрудая белоглазка (лат. Madanga ruficollis), желтая буруанская белоглазка (лат. Zosterops buruensis), а также относящаяся к веерохвостым мухоловкам лат. Rhipidura superflua и относящаяся к монарховым лат. Monarcha loricatus.

#### Флора
Более 60 % территории острова покрыты влажными тропическими лесами и ещё более 20 % — кустарниковой растительностью. Больших древесных и кустарниковых массивов нет только на северном побережье, в наибольшей степени освоенном для сельскохозяйственных нужд. Сведение лесов началось ещё в начале XX века, когда по распоряжению голландской колониальной администрации на острове расширялись посадки кукурузы и других сельскохозяйственных культур, однако крупные масштабы оно приобрело только в 1960—1970-е годы.

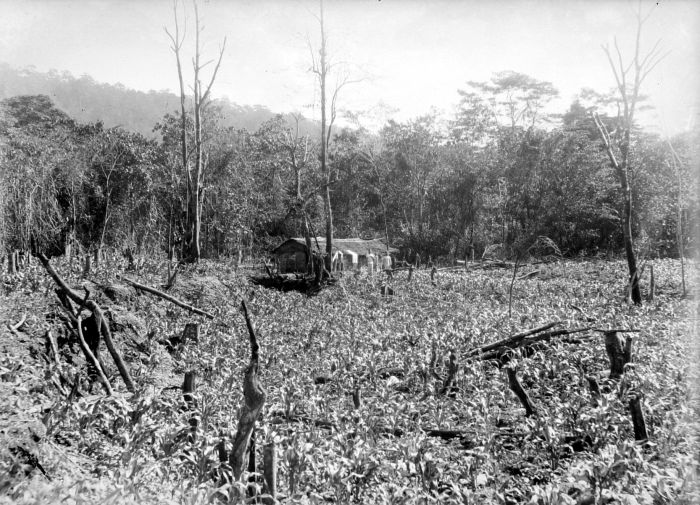
Сведение лесов на острове Буру под кукурузные посадки, начало XX века

Почти весь лес представляет собой естественный массив — искусственные насаждения занимают не более 0,5 % территории Буру. Большая часть деревьев относится к семейству двукрылоплодных, основные виды — Anisoptera thurifera, Hopea gregaria, Hopea iriana, Hopea novoguineensis, Shorea assamica, Shorea montigena, Shorea selanica, Vatica rassak. В небольших участках смешанных лесов, сохраняющихся в северной части острова, встречается Shorea spp., для высокогорья характерен Dacrydium novo-guineense. Мангровые заросли встречаются в основном у устьев рек, их общая площадь невелика — не более 1 % территории острова.

### Природоохранная деятельность
Систематические меры по охране природы Буру предпринимаются индонезийскими властями с 1980-х годов. В 1985 году на острове созданы два заповедника: Масбаит (индон. Masbait) и Масарете (индон. Masarete). Первый, расположенный в восточной части острова, имеет площадь 5875 гектаров (до 1999 года — 6250 гектаров), второй, находящийся на юго-востоке, — 1598 гектаров. Реализация соответствующих природоохранных программ нередко затрудняется из-за проблем материально-технического характера: так, по состоянию на середину 2010 года, границы заповедника Масарете не демаркированы на местности, в нём ни разу не проводился комплексный учёт биологических видов.
Кроме того, Международным союзом охраны природы рекомендована организация заповедников ещё на двух, значительно более обширных территориях острова: на 1380 км² в центральной и западной части (гора Капаламадан и окружающие её районы) и на 50 км² в восточной части (устье реки Апо). По состоянию на начало 2010 года местные власти ограничивались предоставлением этим территориям статуса заказников, в которых под охраной находились только отдельные виды растительности.

## История

### Доколониальный период

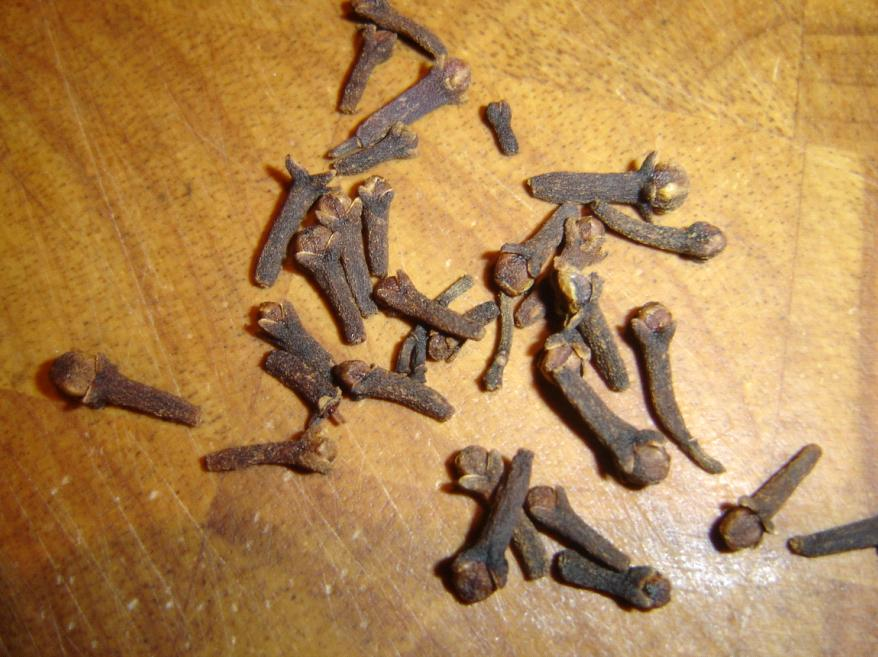
Гвоздика — пряность, сыгравшая немалую роль в истории Буру

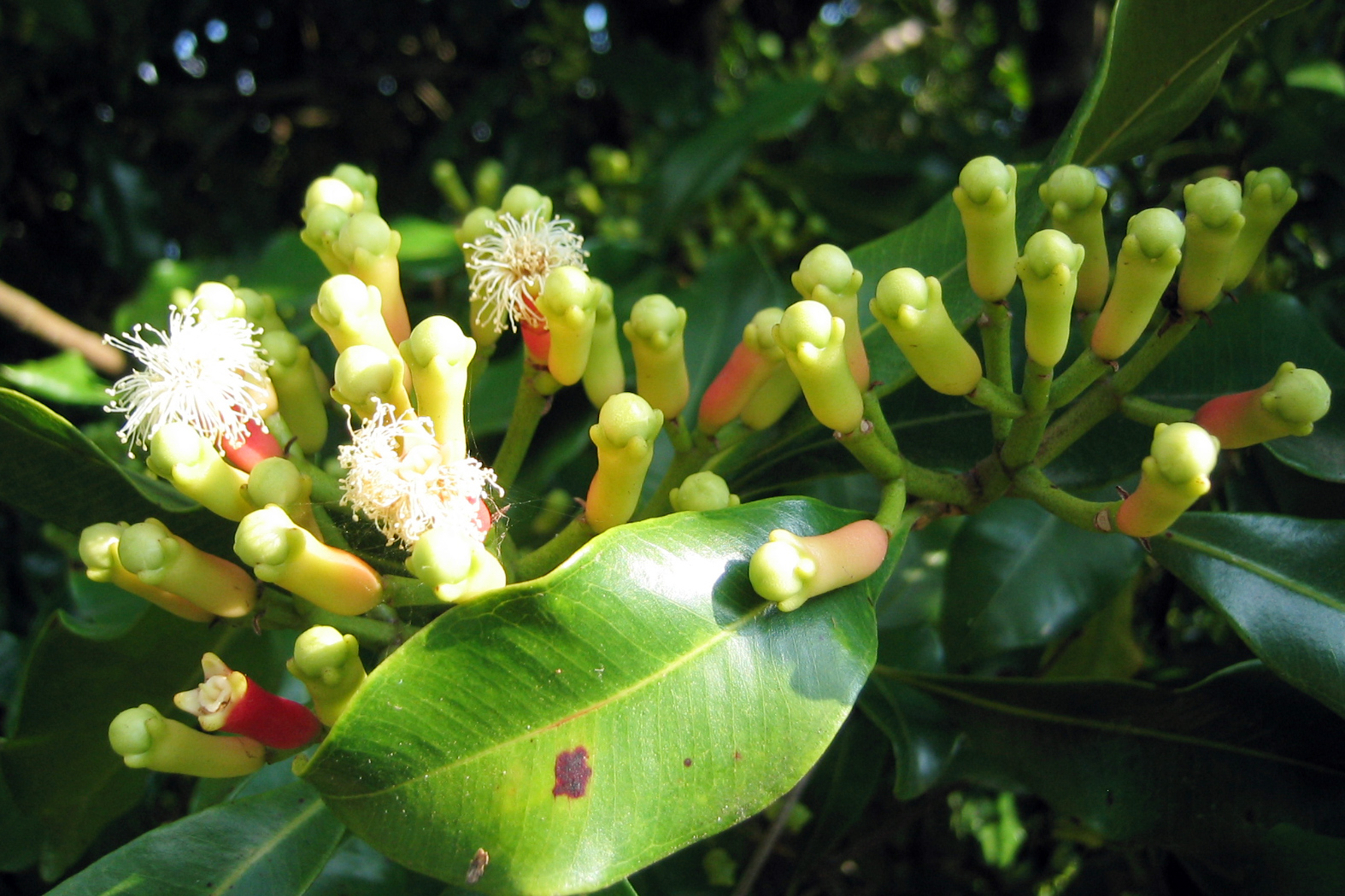
Гвоздичное дерево

Первое упоминание о Буру содержится в Нагаракертагаме (яв. Nagarakertagama) — эпосе государства Маджапахит (яв. Majapahit), датируемом 1365 годом. Остров фигурирует в 3-й строфе 15-й песни эпоса при перечислении подчинённых Маджапахитом земель под названием «Хутан Кадали» (индон. Hutan Kadali).
В XVI—XVII веках о своей власти над островом заявляли правители султаната Тернате, однако речь шла лишь о символическом вассалитете. К этому же периоду относятся и сведения о какой-то форме подчинения островитян португальскими колонизаторами. При этом Буру систематически посещался торговыми, а нередко и вооружёнными экспедициями не только португальцев, но и соседей по Малайскому архипелагу. Наибольшую активность среди последних проявляли макасары, создававшие на острове укреплённые базы и принуждавшие туземцев к выращиванию ценных пряностей, прежде всего — гвоздики.

### Колониальный период
В 1648 году Нидерландская Ост-Индская компания (НОИК), обеспокоенная активностью макасаров, ставших для голландцев соперниками в борьбе за контроль над производством и торговлей пряностями на востоке Малайского архипелага, направила на Буру военную экспедицию. Голландский десант изгнал с острова макасаров, разрушил их укрепления, а заодно и уничтожил более трёх тысяч гвоздичных деревьев — колонизаторы не имели возможности закрепиться на Буру незамедлительно и опасались, что после их ухода посадки вновь будут эксплуатироваться макасарами.
В последующие годы в ходе ещё нескольких экспедиций голландцы захватили в плен старейшин всех основных прибрежных селений, отказывавшихся выполнять требования по организации производства гвоздики исключительно для нужд НОИК. В октябре 1658 года с пленёнными старейшинами было подписано соглашение, на долгое время определившее особенности социально-экономической обстановки на острове. Туземные вожди обязывались переселиться с большей частью своих деревень на небольшой прибрежный участок на южном берегу залива Каели, который окружался крепостными укреплениями. Их подданные предоставлялись голландцам для работ по строительству военного форта, а в дальнейшем — для возделывания гвоздичных посадок. В обмен старейшины получали свободу, им гарантировалось сохранение традиционных привилегий. Кроме того, голландцы подтверждали отказ от проведения среди переселенцев миссионерской деятельности — за ними закреплялось право исповедовать ислам, привнесённый в прибрежные районы ранее проповедниками с северных Молукк.

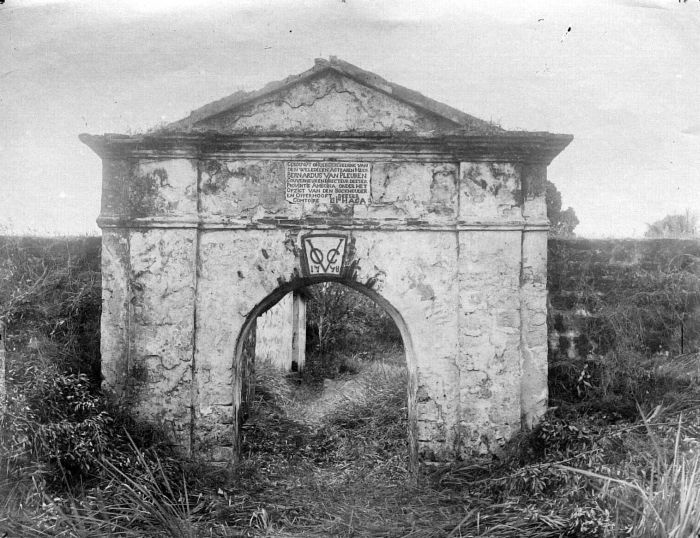
Остатки голландских крепостных укреплений в районе Каели

Возведённый в короткие сроки форт вместе с образовавшимся вокруг него поселением стал на два столетия административным центром острова. Во исполнение соглашения в прилегающий к нему район было переселено несколько тысяч жителей других частей острова, в том числе значительная часть племенной знати — за короткий срок на сравнительно небольшой площади было построено тринадцать крупных деревень. Эта мера позволила голландцам не только обеспечить рабочей силой создаваемые плантации гвоздики, но и облегчила для них контроль над местным населением.
После упразднения в начале XIX века Нидерландской Ост-Индской компании остров, как и практически все её прежние владения в Малайском архипелаге, перешёл под прямое управление Нидерландов.
В 1824 году в рамках реформы системы колониального администрирования Буру был разбит на 14 регентств, во главе которых были поставлены местные правители — раджи, обязанные прислушиваться к «рекомендациям» голландцев. Примечательно, что все раджи были назначены колонизаторами из числа переселённой в район Каели племенной знати, успевшей к тому времени доказать свою лояльность голландцам. В большинстве случаев раджи делегировались с учётом их происхождения, получая в управление ту территорию, выходцами с которой были их предки. Вместе с вождями на историческую родину возвращались не только их многочисленные семьи, но и значительная часть соплеменников. В результате район форта быстро обезлюдел, роль центра хозяйственной и общественной жизни Буру, которую он играл более полутора столетий, перешла Намлеа — поселению на противоположном, северном берегу залива Каели.

### Переходный период 1942—50 годов

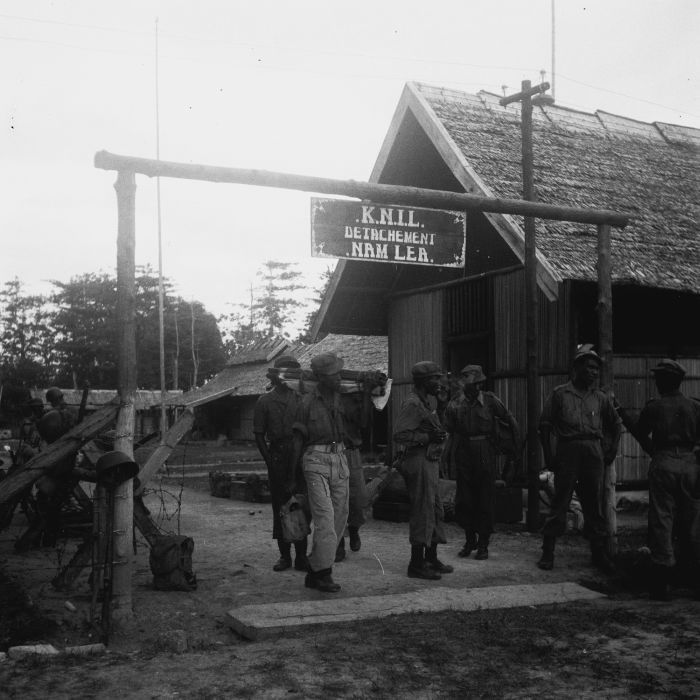
Военнослужащие Королевской голландской ост-индской армии в Намлеа. Фотография 1949 года

С весны 1942 по лето 1945 года Буру, как и вся территория Голландской Ост-Индии, был занят вооружёнными силами Японии. Во время японской оккупации остров подвергался налётам авиации союзников, стремившихся вывести из строя военную инфраструктуру противника, в частности, аэродром под Намлеа. После капитуляции и вывода японских войск голландцы восстановили контроль над островом, дислоцировав на нём части Королевской голландской ост-индской армии.
В декабре 1946 года территория Буру (наряду с другими Молуккскими островами, Сулавеси (индон. Sulawesi) и Малыми Зондскими островами) была включена в состав квази-независимого государства Восточная Индонезия (индон. Negara Indonesia Timur), созданного по инициативе правительства Нидерландов, рассчитывавшего превратить свои бывшие колониальные владения в Ост-Индии в зависимое федеративное образование.
В декабре 1949 года Восточная Индонезия вошла в состав Соединённых Штатов Индонезии, индон. Republik Indonesia Serikat (СШИ, индон. RIS), учреждённых по решению индонезийско-нидерландской конференции 23 августа — 2 ноября 1949 года (так называемая «Гаагская конференция круглого стола»).
В апреле 1950 года — в преддверии вхождения большей части Восточной Индонезии в состав Республики Индонезии и прекращения существования СШИ — местные власти Буру, а также Амбона, Серама и нескольких более мелких близлежащих островов провозгласили создание независимой Республики Южно-Молуккских островов, индон. Republik Maluku Selatan (РЮМО, индон. RMS), взявшей курс на сохранение тесных политических связей с Нидерландами.
После неудачных попыток добиться присоединения РЮМО путём переговоров Республика Индонезия развернула против непризнанного государства военные действия. Буру стал первой территорией РЮМО, перешедшей под контроль Джакарты, — высадившиеся в Намлеа в июле 1950 года индонезийские войска в короткий срок овладели островом. К декабрю 1950 года вся территория самопровозглашённой республики была занята индонезийцами и провозглашена частью Республики Индонезии.

### В составе Индонезии
В период 1950—1965 годов политика центрального правительства в отношении Буру была направлена в основном на его скорейшую социально-политическую и хозяйственную интеграцию.
После прихода к власти в Индонезии в 1965—67 годах военного режима во главе с генералом Сухарто (индон. Soeharto) Буру стал одним из главных мест заключения инакомыслящих — в основном коммунистов, представителей других организаций левого толка, интеллигенции.
Политзаключённые содержались в нескольких концентрационных лагерях, располагавшихся в основном в долине реки Апо, и эксплуатировались на работах по корчёвке джунглей, заготовке древесины, осушению болот. Лагеря были закрыты в 1979 году — к этому времени, по разным оценкам, в них отбыло наказание от 12 до 14 тысяч человек. Как минимум 315 умерли или были убиты в период заключения.

Прамудья Ананта Тур (стоит за человеком, держащим мотыгу) на принудительных работах среди других узников Буру

В числе узников Буру было немало научных и культурных деятелей, в частности, крупнейший индонезийский писатель Прамудья Ананта Тур (индон. Pramoedya Ananta Toer). Находясь в заключении в 1969—79 годах, последний сочинил значительную часть своего главного литературного труда — исторической тетралогии, получившей впоследствии название «Тетралогия Буру» (индон. Tetralogi Buru), в том числе почти полностью — её первую часть, роман «Мир человеческий» (индон. Bumi manusia). Лишённый до 1975 года письменных принадлежностей, П. А. Тур заучивал произведение наизусть, а также рассказывал его фрагменты сокамерникам в надежде на их память.
Не менее 300 освобождённых заключённых добровольно остались на Буру в рамках программы их социальной адаптации: желающим осесть на острове бесплатно предоставлялись жильё, участок пахотной земли и два буйвола. В настоящее время большая часть остающихся в живых бывших узников проживает в Намлеа и его окрестностях.
За время пребывания в составе Республики Индонезии административно-территориальное деление острова менялось в соответствии с развитием соответствующего общенационального законодательства: в начале 1950-х годов остров был разделён на районы (кечаматаны), которые в 1978 году, в свою очередь, были подразделены на единицы низового уровня — деревни (десы). При этом местные раджи в значительной степени сохраняли свой авторитет среди населения: многие из них до начала XXI века не только пользовались традиционными привилегиями, но и занимали формальные руководящие должности, в частности, избираясь в состав окружного совета народных представителей.
На фоне общего социально-экономического кризиса, имевшего место в Индонезии в конце 1990-х — начале 2000-х годов, на острове — как и во многих других районах страны, многонациональных и неоднородных в религиозном плане — произошло резкое обострение этноконфессиональных противоречий, вызвавшее серию кровопролитных столкновений. Наибольшего ожесточения конфликт достиг в деревне Ваинибе (индон. Wainibe), где только за несколько дней декабря 1999 года было убито 43 человека и сожжено не менее 150 жилых домов. Районы столкновений покинули сотни беженцев, в них на время перестали функционировать многие школы, медпункты, различные инфраструктурные объекты. В ликвидации социально-экономических последствий конфликта, помимо местных и центральных властей, приняли участие различные благотворительные фонды Индонезии, а также профильные международные организации, в частности, ЮНИСЕФ, оказавшая содействие в восстановлении школ и детских учреждений.
Важным событием в жизни острова стал визит президента Индонезии Сусило Бамбанга Юдойоно, состоявшийся 17 марта 2006 года. С. Б. Юдойоно — первым из лидеров Индонезии — посетил Буру после произошедшего на нём землетрясения, встретился с пострадавшими и лишившимися жилья островитянами, внёс личные денежные пожертвования на восстановление разрушенных деревень.

## Административное устройство
Территория острова относится к индонезийской провинции Малуку (индон. Propinsi Maluku). До 1999 года остров входил в состав округа (кабупатена) Центральный Малуку (индон. Kabupaten Maluku Tengah). Затем Буру был выделен в отдельный одноимённый округ, который в свою очередь в 2008 году был разделён на округа Буру (индон. Kabupaten Buru) и Южный Буру (индон. Kabupaten Buru Selatan). Следует иметь в виду, что территория округов включает в себя также территорию окружающих Буру небольших островов, поэтому их общая площадь несколько превосходит площадь самого острова Буру.

### Округ Буру

Районы округа Буру: 1 — Намлеа, 2 — Ваплау, 3 — Ваеапо, 4 — Айрбуая, 5 — Батабуал. Районы округа Южный Буру: 6 — Намроле, 7 — Кепаламадан, 8 — Лексула, 9 — Ваисама, 10 — Амбелау

Округ Буру (столица — Намлеа, индон. Namlea) имеет площадь 5578 км². Регент (бупати) округа (по состоянию на март 2011 года) — Хусни Хентиху (индон. Husni Hentihu), заместитель регента — Рамли Умасуги (индон. Ramli Umasugi), оба избраны на пятилетний срок в ноябре 2006 года.
Делится на 5 районов (кечаматанов):
- Намлеа, индон. Namlea (центр — Намлеа);
- Ваплау, индон. Waplau (центр — Ваплау);
- Ваеапо, индон. Waeapo (центр — Ваенетат, индон. Waenetat);
- Айрбуая, индон. Air Buaya (центр — Айрбуая);
- Батабуал, индон. Batabual (центр — Илатх, индон. Ilath).

### Округ Южный Буру
Округ Южный Буру (столица — Намроле, индон. Namrole) имеет площадь 5060 км² (из них 306 км² занимает остров Амбалау и несколько десятков км² — более мелкие острова).
Формирование властных органов и управленческой структуры округа по состоянию на февраль 2011 года не завершено — этот процесс оказался сопряжён с многочисленными бюрократическими ошибками, проволочками, правонарушениями, случаями коррупции. Против ряда местных должностных лиц были заведены расследования и уголовные дела, некоторые назначения вызывали акции протеста населения, доходившие до погромов и поджогов административных зданий. Управление во многих сферах продолжает осуществляться соответствующими органами и службами округа Буру — это относится в том числе и к полицейской службе.
За период с момента провозглашения нового округа в 2008 году до конца 2010 года сменилось несколько исполняющих обязанности регента. В сентябре 2010 года в этом качестве утверждён М. С. Тхио (индон. Muhammad Saleh Thio), по состоянию на декабрь 2010 года его официального вступления в регентскую должность не произошло.
При этом территориальное деление округа определено и предполагает также 5 районов:
- Намроле, индон. Namrole (центр — Намроле);
- Кепаламадан, индон. Kepalamadan (центр — Билоро, индон. Biloro);
- Лексула, индон. Leksula (центр — Лексула);
- Ваесама, индон. Waesama (центр — Вамсиси, индон. Wamsisi);
- Амбалау, индон. Ambalau (центр — Ваилуа, индон. Wailua) — полностью находится на территории острова Амбалау.

## Население

### Численность, расселение
По данным на май 2012 года, население Буру составляет 206 840, 128 870 из которых проживает в округе Буру и 76 970 — в округе Южный Буру. Средняя плотность населения — около 21 человека/км², при этом его распределение по территории острова весьма неравномерно. Бо́льшая часть островитян проживает в прибрежных равнинных районах, а также в долине реки Апо, в то время как гористые районы местами практически безлюдны. Наиболее плотно заселены северо-восточная и юго-западная оконечности острова.

### Темпы роста, гендерная и возрастная структура
Темпы роста населения весьма высоки — около 4 % в год (усреднённые данные за период с 2000 года по 2010 год), что вчетверо выше общенационального показателя (1,07 %) и вдвое выше среднего показателя по провинции Малуку в целом (2,28 %).
Доля мужчин в населении острова — 51,28 %, женщин — 48,72 %, что представляет собой типичную пропорцию для Малуку (для Индонезии в целом характерно практическое равенство доли мужчин и женщин).
Доля детей в возрасте до года — 2 %; от 1 до 4 лет — 7,7 %; от 5 до 14 лет — 31,4 %; от 15 до 44 лет — 45,7 %; от 44 до 64 лет — 10,7 %; старше 65 лет — 2,5 %.

### Этнический состав
Этнический состав населения Буру неоднороден — по состоянию на 2008 год приблизительно равные доли населения составляют представители коренных народностей, переселенцы с Явы и выходцы с других островов Индонезии.

#### Коренное население

Этнографическая карта Буру

Коренным населением острова являются представители близкородственных народностей восточно-индонезийской антропологической группы — буруанцы, лисела, каели, амбелаунцы, общая численность которых, по состоянию на 2008 год, составляет около 48 000 человек — немногим менее трети жителей Буру.
Наиболее многочисленная народность — буруанцы (индон. Suku Buru), численностью около 35 000 человек, достаточно равномерно проживает практически на всей территории Буру, кроме некоторых участков северного побережья — при том, что в центральной, гористой части острова, плотность их расселения, естественно, значительно ниже, чем на равнинном побережье. Во многих районах острова образуют большинство сельского населения. Значительна доля буруанцев и среди городских жителей, однако в наиболее крупных населённых пунктах — в частности, в Намроле и Намлеа — она постепенно снижается за счёт поселения там выходцев из других районов Индонезии.
В составе буруанцев выделяется несколько этнических групп, различающихся по жизненному укладу и языковой специфике, — рана (14 258 человек в основном в центральной части острова), масарете (около 9600 человек в основном на юге острова), ваесама (6622 человека в основном на юго-востоке острова), фоги (около 500 человек в основном на западе острова).
Лисела (индон. Suku Lisela), численностью около 11 тысяч человек, проживают достаточно компактно на узкой равнинной полосе вдоль северного побережья. Составляют этническое большинство во многих населённых пунктах этой части острова, при том, что их доля в общем населении Буру не превышает 8 %.

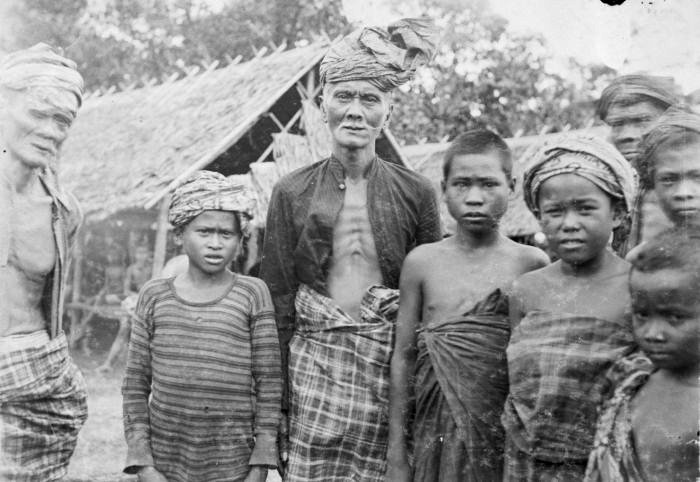
Буруанцы в национальной одежде. Начало XX века

Весьма примечательной с этнографической точки зрения является небольшая народность каели (индон. Suku Kaeli), 800 представителей которой проживают на побережье одноимённого залива на северо-востоке острова. Каели сформировались за счёт смешения представителей знатных сословий различных буруанских племён, принудительно переселённых голландцами на эту часть острова в XVII веке. Знатное происхождение и постоянное взаимодействие с нидерландской колониальной администрацией обусловили особое положение каели на протяжении последующих столетий, их претензии на роль своего рода элиты острова. Однако утрата привилегированного статуса по мере ослабления экономического интереса голландцев к Буру и, ещё в большей степени, — после вхождения острова в состав независимой Индонезии в 1950 году ослабила позиции каели и, в условиях сосуществования с более многочисленными народностями, способствовала их ускоренной ассимиляции (для сравнения: ещё в 1970-е годы к каели себя относили не менее 5000 островитян).
К коренным народностям с некоторой долей условности принято относить также амбелауанцев, основная часть которых проживает на близлежащем острове Амбелау. Небольшая община амбелауанцев — около 700 человек — компактно проживает в деревне Ваетава на юго-востоке Буру. Местные амбелауанцы сохраняют высокую степень этнической идентичности и поддерживают тесные культурные, социальные и хозяйственные связи со своими соплеменниками на Амбелау.

#### Некоренное население
Более 65 % жителей Буру составляют представители некоренных народов острова, около половина из которых — яванцы. Большая часть местных яванцев является переселенцами либо потомками переселенцев, направлявшихся на остров в рамках масштабных трансмиграционных программ, осуществлявшихся как голландской колониальной администрацией в 1900-е годы, так и властями независимой Индонезии в 1950-е — 1990-е годы. Ещё около трети островитян составляют выходцы с других островов Индонезии, в основном — с Молукк. Представители этой части населения или их предки поселялись на Буру, как правило, добровольно, начиная со Средних веков.

### Языки
В силу неоднородного этнического состава островитян важное значение имеет распространение среди них индонезийского языка, служащего средством межнационального общения, — в настоящее время им на разговорном уровне владеет большинство взрослого населения. При этом среди коренного населения в быту широко используются родные языки.
Все языки исконных народностей Буру относятся к буруанской группе центрально-молуккской ветви центрально-малайско-полинезийских языков. В наибольшей степени сохраняется буруанский язык, которым продолжает активно пользоваться абсолютное большинство носителей. В его рамках выделяются три диалекта, носителями которых являются три из вышеупомянутых этнических групп — рана, масарете и ваесама (диалект группы фоги в настоящее время считается вымершим). Кроме того, часть рана (по разным подсчётам, 3—5 тысяч человек) наряду со своим основным диалектом пользуется так называемым «секретным языком» лигаха́н.
В меньшей мере сохраняют свой язык лисела — многие из них переходят либо на индонезийский, либо на амбонский диалект малайского языка, так называемый мелаю амбон (индон. Melayu Ambon), широко распространённый на Молуккских островах в качестве лингва-франка (фактически представляет собой упрощённый индонезийский язык с той или иной долей местной лексики). В рамках языка лисела выделяются два диалекта — собственно лисела, используемый большей частью народности, и тагалиса, который в ходу у обитателей северо-восточного побережья Буру.
Активно пользуются родным языком живущие на Буру амбелауанцы. Язык каели вымер в конце XX века.

### Религиозный состав
Конфессиональный состав населения неоднороден: мусульмане с небольшим перевесом составляют относительное большинство, немногим меньше по численности христианская община. Христианами — преимущественно протестантами — является значительная часть приезжих молуккцев и буруанцев, в то время как основную часть мусульман составляет большинство яванских переселенцев, лисела, каели и амбелауанцев. В силу подобного расклада округ Буру является преимущественно мусульманским, округ Южный Буру — преимущественно христианским.
При этом некоторое количество островитян не имеет чёткой религиозной принадлежности, некоторые же придерживаются традиционных местных культов — к последним относятся преимущественно жители труднодоступных горных районов. Особенно заметны пережитки традиционных верований среди горных буруанцев: значительная их часть открыто исповедует культ верховного божества Опо Геба Снулат и его посланца Набиата.

## Экономика

### Общее состояние
| Год  | Экономический рост в % | ВВП в млн. IDR |
| ---- | ---------------------- | -------------- |
| 2001 | 0,38                   | 123 657,83     |
| 2002 | 1,08                   | 124 989,33     |
| 2003 | 2,90                   | 128 610,23     |
| 2004 | 3,27                   | 132 821,08     |
| 2005 | 3,79                   | 137 851,51     |
| 2006 | 4,80                   | 144 470,89     |
| 2007 | 4,36                   | 150 767,79     |
| 2008 | 4,60                   | 157 709,12     |

Экономическое развитие острова — как и развитие всей Индонезии — было существенно заторможено в конце 1990-х годов в результате тяжёлого общенационального и регионального кризиса. Однако уже в начале 2000-х годов в основных отраслях местного хозяйства была восстановлена позитивная динамика, которая во второй половине десятилетия укреплялась. Однако высоким остаётся уровень безработицы (на 2008 год — 9,92 % трудоспособного населения), более 37 % островитян считаются живущими ниже национальной черты бедности (на 2008 год).
Основу хозяйственной деятельности на острове составляют малые и средние предприятия (в 2007 году их насчитывалось 705), а также кооперативы (130 единиц в тот же период).
Доля различных отраслей экономики в объёме валового внутреннего продукта (на 2008 год):
- Сельское хозяйство — 51,22 %;
- Добывающая промышленность — 0,49 %;
- Обрабатывающая промышленность — 7,00 %;
- Энергетика и водоснабжение — 0,49 %;
- Строительство — 3,13 %;
- Торговля, гостиничная сфера и общественное питание — 19,19 %;
- Транспорт и связь — 3,10 %;
- Финансовый сектор — 2,64 %;
- Сфера услуг — 12,74 %.

### Сельское хозяйство

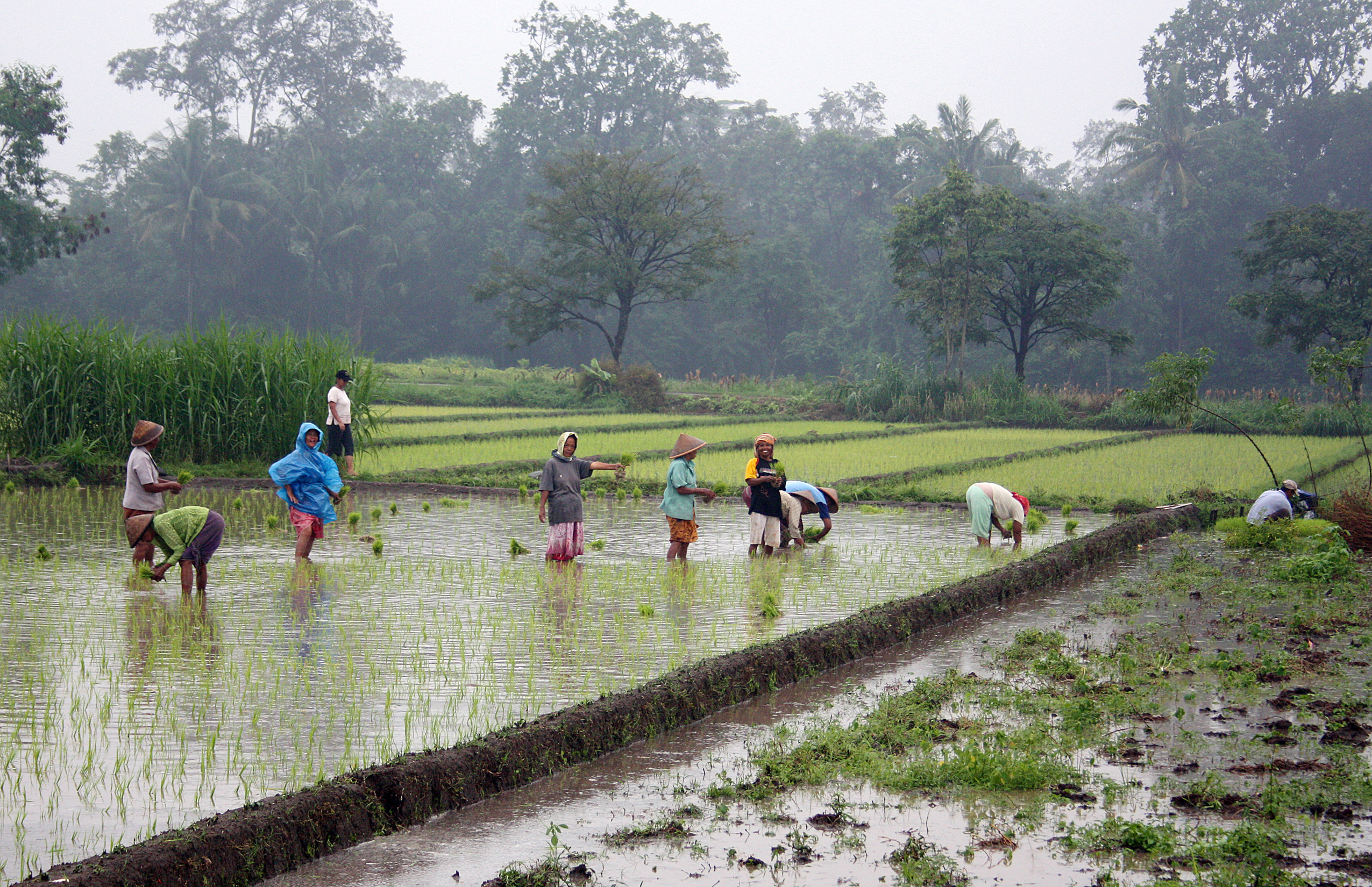
Рис — основная сельскохозяйственная культура Буру

Основа экономики острова — сельское хозяйство (обеспечивает более половины ВВП острова), преимущественно земледелие, при том что пригодными для него являются практически только прибрежные территории. Главная культура в последние десятилетия — рис, хотя исторически основными продуктами питания островитян были саго и батат. Поля для посадки риса были разровнены и распаханы на месте сведённых джунглей политзаключёнными в конце 1960-х — начале 1970-х годов.
Площади рисовых посадок превышают 5700 гектаров, объём производства составляет около 23 тысяч тонн в год (данные на 2008 год). Большая часть рисовых полей находится в северной части острова, в районах Намлеа, Ваеапо и Айрбуая.
На юге острова риса выращивается меньше, там превалируют такие сельскохозяйственные культуры, как кукуруза (всего на острове занято 135 гектаров, урожайность 176 тонн в год), батат (211 гектаров, 636 тонн в год), фасоль (926 гектаров, 946 тонн в год) и соя (965 гектаров, 965 тонн в год) — данные на 2008 год; основные их посадки находятся в районах Ваисама, Кепаламадан и Намроле.
Выращиваются также кокосовая пальма (5724 гектара, 2742 тонны в год), какао (4453 гектара, 2368 тонн в год), гвоздичное дерево (947 гектаров, 881 тонна в год), кофе (114 гектаров, 1223 тонны в год), мускатный орех (143 гектара, 75 тонн в год) — данные на 2008 год. Посадки первых четырёх культур имеются в районах Намлеа, Айрбуая, Ваеапо, Батабуал, Ваплау, муската — исключительно в районе Батабуал.
Практически повсеместно расширяются посадки тикового дерева, дополняющие природные ресурсы ценной древесины.
Животноводство на Буру традиционно имеет второстепенное значение, однако его доля в местном сельском хозяйстве постепенно увеличивается. Островитяне разводят прежде всего крупный рогатый скот (поголовье коров составляет 41 349 голов, буйволов — 3699 голов) и домашнюю птицу (более 1346 тысяч кур и 195 тысяч уток). Имеются также овцы (26 950 голов), свиньи (1276 голов), лошади (497 голов) — данные на 2008 год.
Существенное значение имеет рыболовство. В 2008 году на острове насчитывалось 410 рыболовецких артелей, общий годовой улов которых составил 3891 тонну рыбы и морепродуктов. Основные промысловые виды — тунец (более 900 тонн), сардина (420 тонн), ставрида (385 тонн) — данные на 2008 год.

### Промышленность
Промышленность развита незначительно — в этом секторе занято лишь около 3000 островитян. Большая часть из зарегистрированных на 2008 год 537 предприятий (482 по переработке сельхозпродукции, 44 — машиностроительных, ремонтных и химических, 11 — в других отраслях) является мелкими кустарными заведениями. Вместе с тем, в январе 2010 года министерство промышленности Индонезии одобрило план строительства на острове крупных цементных заводов.

### Энергетика
Снабжение электроэнергией обеспечивают четыре дизельных электростанции, находящиеся в населённых пунктах Намлеа (12 генераторов совокупной мощностью 5370 киловатт), Мако (8 генераторов совокупной мощностью 2117 киловатт), Айрбуая (5 генераторов совокупной мощностью 407 киловатт) и Лексула (4 генератора совокупной мощностью 450 киловатт). Электростанции эксплуатируются местным отделением Государственной электроэнергетической компании, ГЭК (индон. Perusahaan Listrik Negara, PLN), являющейся в Индонезии монополистом в данной сфере. Станции не интегрированы в единую энергосистему, каждая из них обеспечивает определённые районы острова.
В связи с проблемным техническим состоянием большинства генерирующих мощностей и систематическими перебоями в поставках горючего объёмы производства электроэнергии многократно ниже общих потенциальных возможностей станций. Так, в 2007 году было произведено 3 996 506 кВт·ч, потреблено — 3 227 157 кВт·ч. Около 75 % потребления приходится на жилой фонд, около 10 % — на коммерческий сектор (здесь важнейшим потребителем являются производители льда для хранения рыбы и морепродуктов). Современным техническим требованиям не отвечает также состояние по крайней мере части распределительных сетей, в силу чего в различных районах острова нередко происходят перебои в подаче электричества.
С учётом имеющихся технических проблем, а также ввиду постоянного роста спроса на электроэнергию в 2008 году ГЭК было принято решение о строительстве 3 гидроэлектростанций — на реках Тина, Нибе и Рану, мощность которых должна в перспективе составить не менее 6000, 8000 и 2000 киловатт, соответственно. Кроме того, в сентябре 2010 года были пущены в строй дополнительные дизель-генераторы на электростанции Намлеа общей мощностью 2500 киловатт (до их установки мощность станции ограничивалась 2870 киловаттами).

### Торговля, банковский сектор
Торговля продовольственными товарами и значительной частью промышленных товаров осуществляется главным образом на рынках традиционного типа. По состоянию на 2008 год на острове было 45 официально зарегистрированных рынков, 37 из которых категоризировались местными властями как «традиционные» и 8 — как «современные», то есть размещающиеся в специальных павильонах, оснащённые кассами и некоторыми другими техническими средствами. В наиболее крупных населённых пунктах имеются также небольшие магазины европейского типа, повсеместно распространены мелкие лавки. Всего в 2008 году насчитывалось 3554 торговых точки, 180 из которых имели статус крупных, 923 — средних и 2451 — мелких.
На острове действуют три представительства крупнейших национальных банков Индонезии.

### Туризм
Местные власти предпринимают усилия по развитию туризма, делая ставку прежде всего на экотуризм — наиболее перспективными объектами в этом плане являются тропические леса Буру и высокогорное озеро Рана. Предпринимаются также попытки популяризации этнокультурных особенностей туземного населения, а также исторических достопримечательностей — остатков нидерландской крепости, японских военных укреплений, мест содержания политзаключённых в 1960—1970-е годы. Однако серьёзному развитию туриндустрии препятствует недостаточное социально-экономическое и инфраструктурное развитие острова. Так, в 2007 году на Буру имелось только 2 гостиницы, категоризированных в соответствии с международными стандартами, и 11 заведений, квалифицируемых формально как «постоялые дворы».
В целях совершенствования туристической инфраструктуры реализуется несколько проектов, наиболее масштабным из которых является создание зоны отдыха Васпаит в районе одноимённой деревни на восточном берегу острова, начатое в феврале 2008 года. В рамках зоны окультуриваются пляжи, создаются условия для организованной рыбалки, создаётся большое количество рыбных рынков и прочих торговых точек.

## Транспорт и инфраструктура

### Водный транспорт
Транспортное сообщение с другими частями Индонезии в основном морское, главные порты — Намлеа и Намроле. На Буру зарегистрировано 866 грузовых и пассажирских судов, средний объём осуществляемых ими перевозок — 400 тонн в день (данные на 2008 год). Между Намлеа и Амбоном — столицей провинции Малуку — ежедневно курсируют быстроходные пассажирские катера местной компании «Бахари Экспресс» (расстояние около 160 км, время в пути — три часа).

### Воздушный транспорт

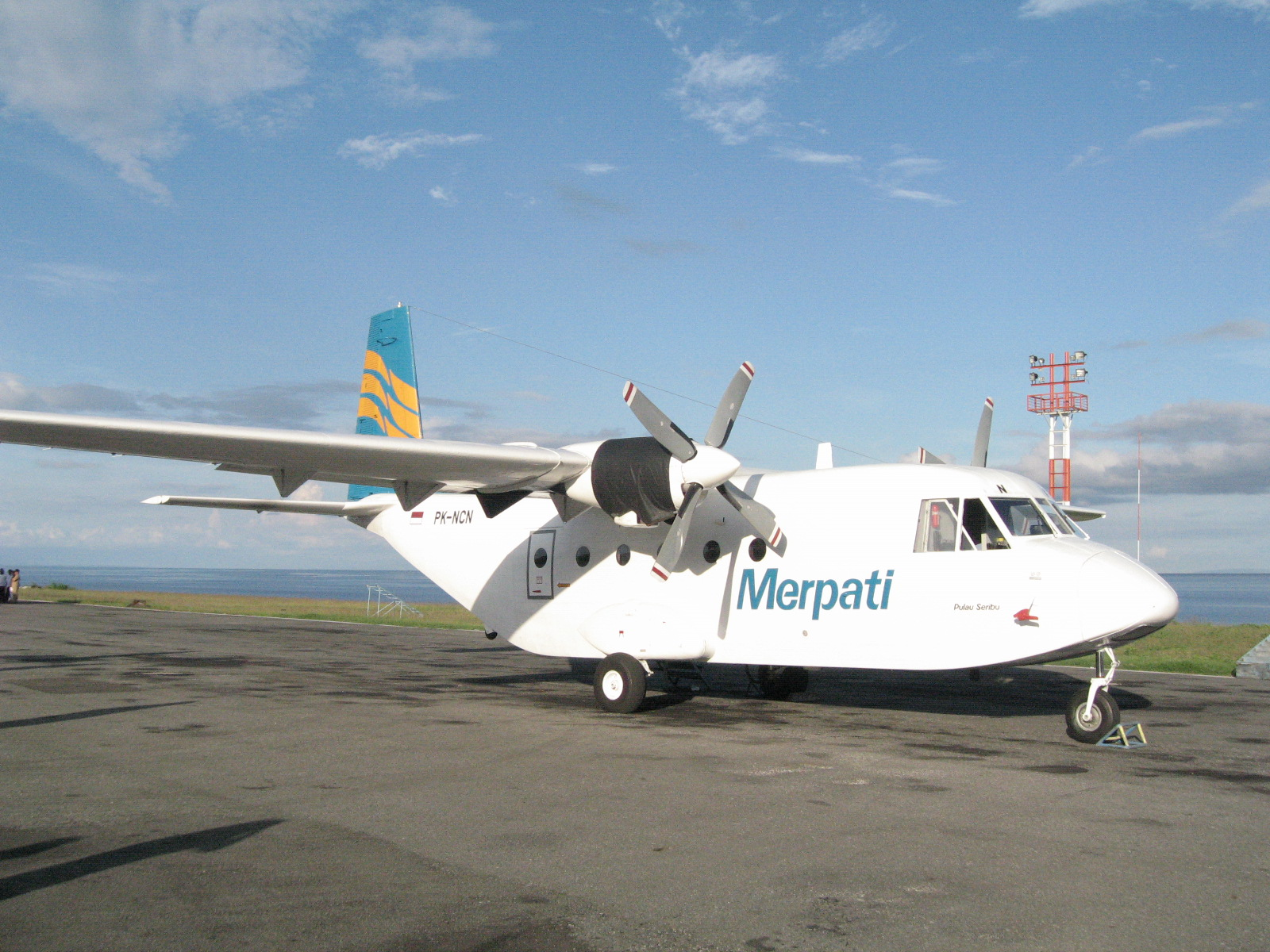
Самолёт С-212 авиакомпании «Мерпати Нусантара Эйрлайнз»

Для воздушного сообщения используется аэродром под Намлеа (длина взлётно-посадочной полосы — 750 метров). Аэродром принимает рейсы одной из индонезийских авиакомпаний — «Мерпати Нусантара Эйрлайнз» (индон. Merpati Nusantara Airlines), которые, однако, не всегда осуществляются на регулярной основе. Так, компания на длительный период прерывала полёты из-за массовых межобщинных столкновений, происходивших на острове в 1999—2000 годах. В этой связи между администрацией округа Буру и местными военными властями достигнута договорённость об обеспечении 96 пассажирских рейсов в год между Намлеа и рядом городов провинции Малуку самолётами ВВС Индонезии (те же С-212, что у «Мерпати», но в базовой военно-транспортной модификации).
Под Намроле также имеется аэродром (длина взлётно-посадочной полосы — 900 метров), однако он — по состоянию на 2008 год — не используется для гражданских нужд. В 2007 году начато строительство гражданского аэропорта у посёлка Сава в 30 км к западу от Намлеа.

### Дороги
Железных дорог на острове нет. В 2008 году общая протяжённость автомобильных дорог составляла 1310 км, из них с асфальтовым покрытием — 278 км, с гравиевым покрытием — 282 км, с грунтовым покрытием — 750 км. Реализация проекта строительства современной магистрали протяжённостью 287 км, призванной связать находящиеся на противоположных концах острова Намлеа и Намроле, а также ряд других населённых пунктов острова, затягивается по причине недофинансирования. Существует систематическое междугородное автобусное сообщение, парк автобусов на середину 2008 года — 18 единиц.

### Связь
Стационарная телефонная связь на острове обеспечивается местным отделением государственной индонезийской компании «Телком» (индон. PT Telkom). В 2007 году к телефонным линиям было подключено 849 абонентов, при этом оставалось ещё 49 свободных номеров.
Мобильная телефонная связь на территории острова обеспечивается двумя ведущими национальными операторами «Телкомсел» (индон.  Telkomsel) и «Индосат» (индон. Indosat).

## Здравоохранение

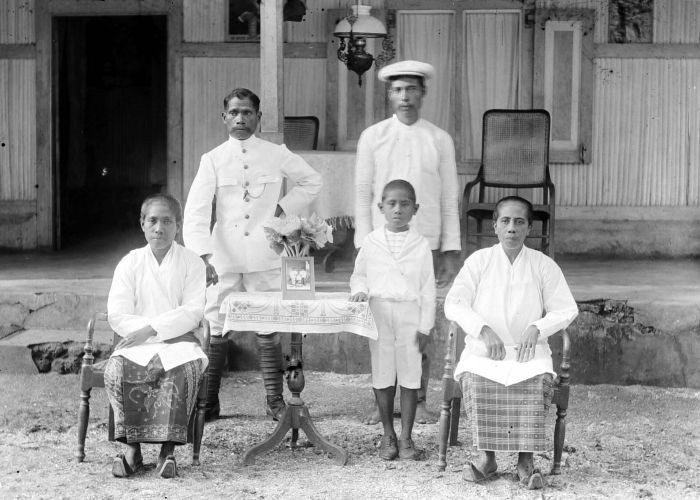
Поликлиника посёлка Лексула, построенная колониальной администрацией, — одна из первых на острове. Фотография начала XX века

Первые медицинские учреждения — медпункты, поликлиники — были созданы на Буру ещё в период нидерландской колонизации. В период независимого развития Индонезии здравоохранение на острове постепенно развивалось, и к началу XXI века по ряду соответствующих показателей остров относился к числу относительно благополучных территорий страны. В частности, уровень младенческой смертности здесь вдвое ниже общенационального — 13,21 промилле против 29,95 в целом по Индонезии. Так, из 3331 младенца, родившихся на Буру в 2006 году, 44 умерли в возрасте до года (ещё 19 родились мёртвыми).
По состоянию на 2007 год по причине недофинансирования и нехватки квалифицированного медицинского персонала система здравоохранения на Буру находилась в достаточно проблематичном состоянии. Улучшение общеэкономической ситуации в стране позволило местным властям выступить с программой модернизации системы здравоохранения, предусматривающей к 2012 году увеличение количества медицинских учреждений, персонала и оборудования в 2-4 раза.
Вместе с тем, реализация намеченных планов тормозится как в силу сохраняющихся задержек с финансированием, так и из-за масштабных проявлений коррупции, имеющих место в данной сфере. Так, в начале 2011 года руководство службы здравоохранения округа Южный Буру было обвинено в махинациях, включавших, в частности, запуск фиктивных проектов строительства поликлиник и медпунктов для присвоения выделяемых средств, общий ущерб от которых оценивается в сотни миллионов рупий.
В 2007 году на острове имелось 2 больницы, 16 поликлиник (из которых 5 обслуживали пациентов в ургентных ситуациях и 11 оказывали консультативную и амбулаторную помощь) и 102 медпункта. В составе медицинского персонала насчитывалось 22 врача (из которых двое — с учёной степенью), 65 акушеров и 303 медсестры и санитара.

## Образование
На острове, по состоянию на 2009 год, имеется 173 начальных школы (обучение с 1 по 6 классы), 37 средних школ первой ступени (обучение с 7 по 9 классы) и 20 средних школ второй ступени (обучение с 10 по 12 классы) и приравниваемых к ним техникумов. Высших учебных заведений на острове нет. Доля лиц, окончивших начальную школу, составляет около 33 %, окончивших среднюю школу первой ступени — около 21 %, окончивших среднюю школу второй ступени либо техникум — около 12 %.
Формально, таким образом, остров лишь незначительно отстаёт от общенациональных показателей в сфере образования, однако, по свидетельству местных властей, фактическое положение дел является весьма проблематичным — прежде всего, в силу недостатков финансового обеспечения и материально-технического снабжения. Практически все школы острова требуют ремонта, повсеместно ощущается недостаток учебных материалов и оборудования.
Имеющая также место проблема нехватки преподавателей в постоянном кадровом составе школ решается обычным для Индонезии образом — за счёт временного найма лиц с педагогическим образованием: по состоянию на начало 2011 года в школах Буру числилось более 200 учителей, работающих по временным контрактам. Однако проверки, проведённые администрацией Малуку, выявили, что в обоих округах острова (как и по провинции в целом) не менее половины из якобы принятых на работу контрактников являются фиктивными — выделяемые на их зарплату средства незаконно присваиваются.

## Спорт

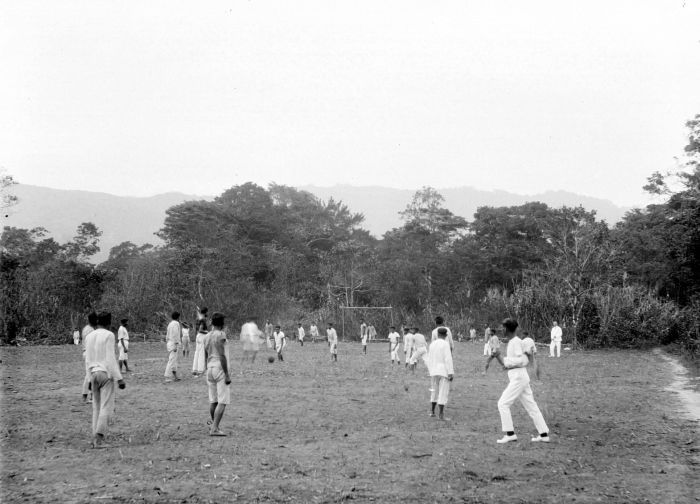
Футбол приобрёл популярность на Буру ещё в период голландской колонизации. Фото 1920—1930-х годов

Буру обладает достаточно скромной спортивной инфраструктурой: стадиона на острове нет, имеется несколько оборудованных спортплощадок и залов, в основном при школах. Среди островитян традиционно популярен футбол, освоенный ими ещё в период голландской колонизации. В конце XX века широкое распространение получил мини-футбол — по состоянию на март 2011 года только в округе Буру насчитывалось не менее 120 любительских команд, принимающих участие в регулярных чемпионатах, которые проводятся в Намлеа в спорткомплексе местного отделения Государственного сберегательного банка Индонезии (индон. Bank Tabungan Negara).
На острове функционируют различные спортивные клубы и секции. Наиболее сильными дисциплинами являются тхэквондо, мотоспорт, настольный теннис, волейбол, индонезийская национальная борьба силат. Имеются клубы любителей шахмат и бриджа.
Местные спортсмены регулярно участвуют в региональных состязаниях и чемпионатах, демонстрируя, как правило, весьма скромные результаты. Так, в общем зачёте Второй олимпиады провинции Малуку, состоявшейся в феврале 2011 года в Амбоне, сборные округов Буру и Южный Буру заняли последние — соответственно, девятое и десятое места (6 золотых, 4 серебряных, 15 бронзовых медалей у первой и 3 золотых, 3 серебряных, 7 бронзовых медалей у второй).

## Исследования Буру
Экосистема тропических лесов острова систематически исследуется как индонезийскими, так и иностранными научными экспедициями.
В изучение истории Буру и его этнокультурных особенностей огромный вклад внесли супруги Чарлз Граймс (англ. Charles E. Grimes) и Барбара Дикс Граймс (англ. Barbara Dix Grimes) — австралийские миссионеры и этнографы, активные участники организации SIL International (не путать с Джозефом (англ. Joseph E. Grimes) и Барбарой (англ. Barbara F. Grimes) Граймсами, родителями Чарлза, также известными австралийскими этнографами). На основании материалов, полученных в ходе работы на острове в 1980-е — 1990-е годы, ими опубликовано несколько десятков научных трудов, а также осуществлён перевод Библии на несколько местных языков.
Примечательный рассказ о нравах местных племён оставил американский путешественник Рой Чепмен Эндрюс, посетивший Буру в 1909 году в поисках зоологического материала для Американского музея естественной истории. Когда Эндрюс и его коллеги поднимались на горную вершину в центре острова, местные жители, неприязненно относившиеся к чужестранцам, покинули свои жилища и затаились в джунглях. На обратном пути дорога, по которой двигались путешественники, оказалась утыканной отравленными бамбуковыми кольями, торчащими из земли под углом.